# Orthotylus flavosparsus
Orthotylus flavosparsus är en insektsart som först beskrevs av Sahlberg 1842.  Orthotylus flavosparsus ingår i släktet Orthotylus och familjen ängsskinnbaggar. Arten är reproducerande i Sverige. Inga underarter finns listade i Catalogue of Life.